# Vasilij Vanin
Vasilij Vanin (Tambov, 13 gennaio 1898 – Mosca, 12 maggio 1951) è stato un attore sovietico.

## Filmografia parziale

### Attore
- Osvoboždёnnaja zemlja (1946)
- Almazy (1947)
- Svet nad Rossiej (1947)

## Premi
- Artista onorato della RSFSR
- Artista popolare della RSFSR
- Artista del popolo dell'Unione Sovietica
- Premio Stalin
- Ordine di Lenin
- Ordine della Bandiera rossa del lavoro
- Medaglia per la difesa di Mosca
- Medaglia al merito del lavoro durante la grande guerra patriottica del 1941-1945
- Medaglia commemorativa per l'800º anniversario di Mosca